# Frans van der Veen
Frans van der Veen (ur. 25 marca 1919 w Almelo, zm. 11 maja 1975 roku) – holenderski piłkarz grający na pozycji napastnika. Uczestnik MŚ 38.

## Kariera
W latach 1937–1941 był piłkarzem klubu ze swojego rodzinnego miasta, Heraclesa Almelo. W 1938 roku zadebiutował w reprezentacji Holandii. W 1941 roku zakończył karierę.